# ZVV Haulerwijkse Boys
ZVV Haulerwijkse Boys is een voormalige Nederlandse amateurvoetbalclub uit Haulerwijk in de gemeente Ooststellingwerf (provincie Friesland), opgericht in 1961. Op 1 juli 2015 fuseerde de club samen met VV Haulerwijk tot SV Haulerwijk.
Het eerste elftal van de club speelde in het laatste seizoen in de Vijfde klasse zaterdag (2014/15).
De club speelde samen met zondagvereniging VV Haulerwijk op sportpark De Hichte aan de Scheidingsreed in Haulerwijk. Het tenue van de club bestond uit een geel-zwart gestreept shirt, zwarte broek en geel-zwart gestreepte sokken.

## HJC
De jeugd van ZVV Haulerwijkse Boys voetbalt samen met de jeugd van VV Haulerwijk onder de naam Haulerwijkster Jeugd Combinatie, afgekort tot HJC. Het samenwerkingsverband is opgericht op 28 mei 1996. In het seizoen 2012/2013 zal HJC met 14 teams deelnemen.

## Fusie
Eind 2010 werd er gesproken over een fusie tussen VV Haulerwijk en ZVV Haulerwijkse Boys. In 2012 waren deze ideeën nog niet daadwerkelijk uitgevoerd. Deels omdat de meningen van de leden verdeeld zijn maar ook omdat er een geheel nieuw complex moest komen. In 2014 werden dan toch de handtekeningen neergezet voor de fusie die op 1 juli 2015 van kracht werd.

## Ooststellingwerfcup
In 2008 maakte de Ooststellingwerfcup zijn rentree. Nadat het in 1993 ter ziele was gegaan wegens verschillende redenen, kwam een groep vrijwilligers uit Waskemeer op het idee om het toernooi opnieuw op te zetten.
Inmiddels kent het toernooi al 11 deelnemende teams en onlangs is de naam van 'Ooststellingwerfcup' verandert naar 'Stellingwerfcup'.
Deelnemende clubs zijn onder andere: DIO Oosterwolde, SV De Griffioen, vv Haulerwijk, ZVV Haulerwijkse Boys, VV Waskemeer, VV Sport Vereent, SV Donkerbroek, Sportclub Makkinga, VV Stanfries, OZC (Elsloo) en FC Fochteloo.

## Erelijst
Kampioen Eerste klasse FVB: 1992
Kampioen Tweede klasse FVB: 1984

## Competitieresultaten 1969–2015
| 9 2B |

| 4 2C |

| 7 2C |

| 10 2B |

|  |

|  |

|  |

| 5 2C |

| 6 2C |

| 8 2C |

| 9 2C |

| 6 2C |

| 2 2C |

| 7 2C |

| 4 2C |

| 1 2C |

| 2 1B |

| 11 1B |

| 2 2C |

| 3 1A |

| 5 1A |

| 5 1A |

| 5 1C |

| 1 1B |

| 2 |

| 3 4D |

| 5 4B |

| 7 4B |

| 10 3C |

| 11 3C |

| 3 4C |

| 3 4B |

| 9 3B |

| 7 3B |

| 12 3B |

| 2 4D |

| 9 3D |

| 12 3B |

| 10 4D |

| 4 4D |

| 9 3D |

| 11 3B |

| 13 3B |

| 7 4D |

| 9 4C |

| 13 4D |

| 8 5D |

| Derde klasse | Vierde klasse | Vijfde klasse | Hoofdklasse FVB | Eerste klasse FVB | Tweede klasse FVB |

In elke staaf van de grafiek staat van boven naar beneden vermeld: 
- Eindnotering

Dit is de positie die de club heeft bereikt in de competitie, zonder eventuele beslissings-, play-off- of nacompetitiewedstrijden die nodig zijn geweest om bijvoorbeeld de kampioen van de competitie te bepalen.
Indien een * achter het getal staat is de notering een tussenstand en kan het zijn dat de notering niet overeenkomt met de uiteindelijke eindstand van de competitie.
Staat er een - dan is het seizoen nog bezig en is er geen definitieve uitslag bekend.
Staat er xx op de positie van de notering, dan heeft de club vroegtijdig de competitie verlaten. Dit kan onder andere komen door terugtrekking van het team, faillissement van de club of door een uitgedeelde straf van de KNVB. In veel gevallen staat elders in het artikel de reden vermeld.
Staat er een ? dan is het resultaat uit het verleden onbekend, en is alleen de competitie of het niveau bekend van dat seizoen.
In de seizoenen 2019/20 en 2020/21 werd wegens de coronacrisis het amateurvoetbal afgebroken. Daardoor kennen deze staven geen eindklassering (middels -- weergegeven).
- Competitieniveau en afdelingsletter of Officiële eindstand Eredivisie
  - Competitieniveau en afdelingsletter

Hierbij geeft het getal het niveau weer, dat ook terug te vinden is in de legenda. De letter is de afdelingsaanduiding en wordt gebruikt wanneer er meer afdelingen zijn op hetzelfde niveau. De afdelingsletter is altijd een hoofdletter en wordt meestal zonder nummer gebruikt.
Voorbeeld: 2F is niveau 2e klasse competitie F.
Het competitieniveau en nummer wordt niet vermeld wanneer er slechts één competitie van dit niveau was.
  - Officiële eindstand Eredivisie (getal staat tussen haakjes vermeld)

Sinds de introductie van play-offwedstrijden voor Europees voetbal na afloop van de reguliere competitie in 2005/06, is de KNVB verplicht een eindstand van de Eredivisie door te geven aan de UEFA aan de hand van deze play-offwedstrijden.
Bij deze eindstand staan clubs die zich hebben gekwalificeerd voor Europees voetbal hoger dan clubs die zich niet wisten te kwalificeren. Indien er geen verschil was tussen de eindnotering en de officiële eindstand, staat dit getal niet vermeld.

- Onderafdeling

Hier staat afgekort de naam van de onderafdeling indien de club in dat jaar in een onderafdeling uitkwam. Tevens staat deze afkorting in de legenda en wordt gelinkt naar het artikel over deze onderafdeling. Deze afkorting wordt alleen vermeld wanneer de club in het verleden in verschillende onderafdelingen heeft gespeeld. Deze vermelding is in de staaf altijd in kleine letters. Deze onderafdelingen zijn na het seizoen 1995/96 afgeschaft. Heeft de club in slechts één onderafdeling gespeeld, dan is dit alleen terug te vinden in de legenda.
Onder de staaf staat het jaartal vermeld waarin het seizoen is afgesloten. 15 verwijst naar het seizoen 2014/15 of eventueel het seizoen 1914/15.
Wanneer een staaf leeg is, zijn deze gegevens niet bekend. Het kan ook zijn dat de club dat seizoen niet heeft meegespeeld op het hogere amateurniveau, vroegtijdig de competitie heeft verlaten of uit de competitie is gezet.

In het seizoen 1944/45 was er wegens de Tweede Wereldoorlog geen regulier competitievoetbal.
Voormalig: DIO Oosterwolde · SV De Griffioen · VV Haulerwijk · ZVV Haulerwijkse Boys · OZC